# ریوتو کامییا
ریوتو کامییا (ژاپنی: 神谷 椋士؛ زادهٔ ۱۶ ژوئن ۱۹۹۷) یک بازیکن فوتبال اهل ژاپن است.
از باشگاه‌هایی که در آن بازی کرده‌است می‌توان به باشگاه فوتبال کاماتامار سان‌اوکی اشاره کرد.